# Finanzanalyst
Finanzanalyst (englisch financial analyst) ist ein Analyst, dessen Aufgabe überwiegend in der Finanzanalyse besteht. Die entsprechende Funktion oder das Arbeitsergebnis des Finanzanalysten heißen ebenfalls Finanzanalyse.

## Allgemeines
Finanzanalyst ist keine gesetzlich geschützte Berufsbezeichnung, so dass das Berufsbild nicht klar umrissen ist. Die Deutsche Vereinigung für Finanzanalyse und Asset Management (DVFA) definiert Finanzanalysten als „Personen, die aufgrund allgemeiner verfügbarer Informationen und spezieller Vorkenntnisse eine Beurteilung und Bewertung von Wertpapieren von Unternehmen und deren Derivaten – auch von Volkswirtschaften, Kapitalmärkten und Branchen – in Form von zumeist schriftlichen Analysen vornehmen“. Seit Mai 2001 gehört zu den Standesrichtlinien der DVFA das Verbot des Eigenhandels von Wertpapieren, für die der jeweilige Finanzanalyst zuständig ist sowie die Kontrolle und Freigabe von Finanzanalysen nach dem Vier-Augen-Prinzip, wonach jede Analyse von einem zweiten Kollegen überprüft werden muss.
Ein Teil der Fachliteratur engt den Begriff des Finanzanalysten auf das Wertpapiergeschäft ein und schließt die Analyse der Kreditwürdigkeit und die Investitionsanalyse aus. Diese Einengung berechtigt lediglich zum „Wertpapier- oder Aktienanalysten“, während der Begriff des „Finanzanalysten“ die Analyse sämtlicher Finanzen umfasst.

## Aufgaben
Finanzanalysten gibt es in allen Unternehmensarten. Bei Nichtbanken befassen sie sich insbesondere mit der finanzwirtschaftlichen Analyse des eigenen Unternehmens (Finanzrechnung), der Konkurrenz und der Marktentwicklung. In Kreditinstituten gibt es verschiedene Ausprägungen von Finanzanalysten wie Analysten für Finanzinstrumente, Finanzierungsinstrumente, Märkte wie Kapital-, Geld- oder Devisenmarkt oder Kreditanalysten, die sich im Rahmen der Kreditwürdigkeitsprüfung mit der Analyse von Kreditrisiken befassen und dabei informelle Insolvenzprognoseverfahren nutzen. Auch Versicherungen beschäftigen Finanzanalysten, insbesondere für die Analyse des Sicherungsvermögens; eine besondere Berufsgruppe bilden hier die Aktuare. Bei Ratingagenturen schließlich sind Analysten vor allem mit der Erstellung von Ratings beschäftigt. Diese Finanzanalysten befassen sich vorwiegend mit dem Finanzmarkt, der aus Kapitalmarkt und Geldmarkt oder Teilmärkten hiervon besteht.
Je nach Arbeitsergebnis unterscheidet man zwischen Finanzanalysten, deren Finanzanalyse sich primär an externe Adressaten wie Kunden oder Massenmedien richtet (englisch sell-side-analysts) und Analysten, deren Analyse für ihren Arbeitgeber bestimmt ist, damit dieser Entscheidungen (etwa Kreditentscheidungen) treffen kann (englisch buy-side-analysts). Finanzanalysten müssen vom Gesetzeswillen her sachgerecht, sorgfältig, gewissenhaft, unabhängig, unvoreingenommen und frei von Interessenkonflikten sein.

## Rechtsfragen
Finanzanalysten sind alle natürliche und juristische Personen, die in Ausübung ihres Berufs oder im Rahmen ihrer Geschäftstätigkeit für die Erstellung oder Weitergabe von Anlageempfehlungen im Sinne der Marktmissbrauchsverordnung verantwortlich sind. Dies haben sie der BaFin gemäß § 86 Abs. 1 Satz 1 WpHG anzuzeigen; Inhalt und Form der Angaben sind dort insbesondere in § 86 Abs. 1 Sätze 2 bis 5 WpHG festgelegt. Diese Tätigkeitsanzeige muss vor Erstellung oder Weitergabe der Empfehlungen abgegeben werden. Verändern sich Daten, sind diese gegenüber der BaFin zu aktualisieren und die Richtigkeit der Angaben durch geeignete Unterlagen nachzuweisen (§ 86 Abs. 1 Sätze 3 und 6 WpHG).
Die im Januar 2018 aufgehobene Finanzanalyseverordnung (FinAnV) schrieb in § 1 FinAnV die sachgerechte Erstellung und Darbietung von Finanzanalysen nach § 85 Abs. 1 Satz 2 WpHG vor, wobei gemäß § 2 FinAnV die Namen der Ersteller, die Bezeichnung ihrer Berufe, in deren Ausübung sie die Finanzanalyse erstellen, und die Bezeichnung des für die Erstellung verantwortlichen Unternehmens bei der Darbietung einer Finanzanalyse anzugeben waren. In der Finanzanalyse waren nach § 3 FinAnV Angaben über Tatsachen, Angaben über Werturteile Dritter, insbesondere Interpretationen oder Schätzungen und eigene Werturteile, insbesondere Hochrechnungen, Vorhersagen und Preisziele sorgfältig voneinander zu unterscheiden und kenntlich zu machen. In der Finanzanalyse waren gemäß § 4 Abs. 2 FinAnV alle wesentlichen Informationsquellen, insbesondere die betroffenen Emittenten, zu nennen. Es war auch anzugeben, ob die Finanzanalysen vor deren Weitergabe oder Veröffentlichung dem Emittenten zugänglich gemacht und danach geändert wurden.
Lars Klöhn weist darauf hin, der europäische Gesetzgeber nicht begründet hat, warum laut Erwägungsgrund Nr. 28 Satz 2 MMV einige Bewertungen und Analysen den Finanzanalysten zum Insider machen könnten, obwohl die Analysen ausschließlich auf der Basis öffentlich verfügbarer Angaben zustande gekommen seien. Nach dieser Erwägung sollen Analysen und Bewertungen, die aufgrund öffentlich verfügbarer Angaben erstellt wurden, nicht als Insiderinformationen angesehen werden und die bloße Tatsache, dass Geschäfte auf der Grundlage von Analysen und Bewertungen getätigt werden, sollte daher nicht als Nutzung von Insiderinformationen gelten.
Im Rahmen der Funktionstrennung ist insbesondere bei Kreditinstituten darauf zu achten, dass Analysten mit der Vorbereitung von Entscheidungen betraut sind, aber keine Befugnisse besitzen dürfen, solche selbst zu treffen. Sie gehören zur Marktfolge gemäß BaFin-Rundschreiben 09/2017 (BTO 1.1). Diese Regulierung ist weniger streng als entsprechende US-Gesetze, die eine strikte Trennung (Chinese Wall) zwischen den verschiedenen Abteilungen vorschreiben.

## Qualifikation
Zur Qualifikation des Finanzanalysten gehören Fachkenntnisse aus Betriebswirtschaftslehre und Volkswirtschaftslehre, Rechnungslegungsstandards wie International Financial Reporting Standards und Kenntnisse über Bewertungsmethoden, Bilanzanalyse, Finanzmathematik, Kapitalmarktrecht, Portfoliomanagement oder Wertpapierrecht. Darüber hinaus qualifizieren sich Finanzanalysten durch postgraduales Studium wie etwa durch den „Certified European Financial Analyst“ (CEFA), den „Certified International Investment Analyst“ (CIIA) oder den „Chartered Financial Analyst“ (CFA). Die Mitgliedschaft in einem Berufsverband wie der Deutschen Vereinigung für Finanzanalyse und Asset Management (DVFA) oder den Pendants SFAA (Schweiz), ÖVFA (Österreich) oder EFFAS manifestiert seine Unterwerfung unter Wohlverhaltensregeln. Hauptziel der DVFA ist es beispielsweise, „…durch Aus- und Weiterbildung die berufliche Qualifikation ihrer Mitglieder zu fördern…“. Die europaweit etablierten Ausbildungsprogramme vermitteln den Finanzanalysten zusätzlich einschlägige Kenntnisse der sowie europäische und nationale Kapitalmarktregulierung, die innerhalb der EU für die Marktteilnehmer verpflichtend ist.